# 小池久雄
小池 久雄（こいけ ひさお、1921年2月9日 - 1998年8月30日）は、日本の経営者。ヤマハ発動機社長を務めた。

## 経歴・人物
静岡県出身。1938年に袋井商業学校を卒業し、1941年に日本楽器製造(現在のヤマハ)に入社した。1962年にヤマハ発動機に転じ、取締役に就任し、1964年に常務、1966年に専務を経て、1974年8月に社長に就任し、1983年4月までに務めた。
1998年8月30日心不全のために死去。77歳没。